# Getter Robo Go
Getter Robo Go (яп. ゲッターロボ號) — японский аниме-сериал, выпущенный студией Toei Animation. Автором идеи являются Го Нагаи и Кэн Исикава, они же позже работали над мангой. Транслировался по телеканалам TV Setouchi и TV Tokyo с 11 февраля 1991 года по 17 января 1992 года. Всего выпущено 50 серий аниме. Сериал является продолжением известной франшизы Getter Robo

## Сюжет
Действие происходит в неопределённом будущем: мир на Земле нарушает злодей Профессор Рандо, гениальный учёный, который разместил свою базу на полюсе и создал армию «металлических монстров» — супер-роботов, с которыми не одна современная армия не сможет справиться. Японское министерство обороны при сотрудничестве компании NISAR разрабатывают своего супер-робота, который получает имя Геттер. Возглавляет проектом профессор Татибана. Сначала пилотом становится сын Татибаны — Синьити, однако при атаке металлических монстров он погибает. Глубоко потрясённый профессор осознаёт, что человеку не справиться в одиночку с управлением робота и изменяет его концепцию. Новый робот оказывает более совершенным, неуязвимым и им должны управлять 3 человека, а точнее его 3 разными частями. Новыми пилотами становятся Го Итиномодзи, Сё Татибана и Гай Дайдо, которым вместе предстоит противостоять армии злых роботов.

## Список персонажей
- Го Итимондзи (яп. 一文字 號 итимодзи го:, сэйю: Такэси Кусао) — главный герой истории, ему 17 лет, является пилотом Геттера.
- Сё Татибана (яп. 橘 翔 татибана сё, сэйю: Юко Кобаяси) — сестра Синьити и дочь профессора Татибаны, после смерти брата начинает управлять роботом Геттером.
- Гай Дайдо (яп. 大道 剴 дайдо: гай, сэйю: Акира Камия) — третий пилот Геттера, 17-летний парень. Наиболее рационален и сознателен из главных героев.
- Профессор Татибана (яп. 橘博士 татибана-хакасэ, сэйю: Итиро Нагай) — руководил разработкой геттера, отец Сё и Синьити. Намеревался использовать робота как оружие, пока его сын не умер.
- Синьити Татибана (яп. 橘 信一 татибана синьити, сэйю: Тосио Фурукава) — брат Сё и сын профессора Татибаны и в начале был один из пилотов Геттера, жертвует собой чтобы сокрушить злого робота.
- Юдзи Мути (яп. 武藤 由自 муто: юдзи, сэйю: Дзюньити Канэмару) — информатик и программист. Является пилотом летающего судна, который транспортирует Геттера после боя.
- Ли Фоа Мэй (яп. リー・フォア・メイ ри: фоа мэи, сэйю: Эрико Хара) — медсестра, которая лечит раненных пилотов, питает любовные чувства к Го.
- Профессор Рандоу (яп. プロフェッサー・ランドウ пурофэсса: рандо:, сэйю:  Дайсукэ Гори) — выдающийся учёный-злодей, жаждет завоевать мир.
- Граф Расэцу (яп. ラセツ伯爵 расэцу-хакусяку, сэйю: Митико Абэ (женщина), Итиро Нагай (мужчина)) — слуга профессора Рандоу, создан искусственным образом.

## Домашнее видео
Впервые сериал был выпущен на лазердиске компанией Toei Video. Позже на DVD:
| Часть | Диски | Номер     | Дата выхода     |
| ----- | ----- | --------- | --------------- |
| 1     | 2     | DSTD-7211 | апрель 21, 2006 |
| 2     | 2     | DSTD-7212 | май 21, 2006    |
| 3     | 2     | DSTD-7213 | июнь 21, 2006   |
| 4     | 2     | DSTD-7214 | июль 21, 2006   |
| 5     | 2     | DSTD-7215 | август 4, 2006  |

## Музыка
| Название                                         | Исполнитель       | Лейбл    | Серийный номер | Дата выхода       |
| ------------------------------------------------ | ----------------- | -------- | -------------- | ----------------- |
| Grievous Rain                                    | Хироюки Таками    | Bandai   | BCDA-9         | март 5, 1991      |
| Getter Robot Go                                  | Итиро Мидзуки     | Columbia | CODC-8760      | май 21, 1991      |
| Getter Robot Go Ongakushu                        | Митиаки Ватанабэ  | Columbia | COCC-7702      | июль 1, 1991      |
| Getter Robot Go hit Kyokushu                     | Разные            | Columbia | COCC-9122      | октябрь 1, 1991   |
| Animex 1200 series 73: Getter Robot Go Ongakushu | Michiaki Watanabe | Columbia | COCC-72073     | сентябрь 22, 2004 |

## Манга
После выхода сериала были выпущены три версии манги, две из них были нарисованы Тацуо Ясудой, первая манга публиковались в журнале TV-kun с 28 декабря 1990 года по 30 апреля 1991 года. Вторая манга публиковалась в журнале CoroCoro Comic с февраля по июнь 1991 года.
Другая версия манги была нарисована Кэн Исикавой и публиковалась издательством Tokuma Shoten с февраля 1991 года по май 1993 года. Манга включает в себя 7 томов.
| № | Дата публикации | ISBN               |
| - | --------------- | ------------------ |
| 1 | июнь 1991       | ISBN 4-19-831070-X |
| 2 | ноябрь 1991     | ISBN 4-19-831120-X |
| 3 | февраль 1992    | ISBN 4-19-832030-6 |
| 4 | сентябрь 1992   | ISBN 4-19-832101-9 |
| 5 | январь 1993     | ISBN 4-19-833021-2 |
| 6 | март 1993       | ISBN 4-19-833041-7 |
| 7 | май 1993        | ISBN 4-19-833060-3 |

Некоторые из томов манги были выпущены в США компанией Viz Media в 1993 году под названием Venger Robo.
Также некоторые главы манги были опубликованы в Испании компанией Planeta DeAgostini в 1995 году под названием Venger Robot Go. Во Франции компанией Dynamic Vision с 1999 по 2001 год публиковались 5 томов манги. Один том манги был опубликован в Южной Корее компанией Seoul Cultural Publishers. В Италии манга публиковалась как часть серий Getter Saga, которая включает также в себя мангу из других частей франшизы Getter Robo из 12 томов. Основной сюжет в манге и персонажи были значительно изменены.